# 杭州关税务司署旧址
杭州关税务司署旧址，位于中国浙江省杭州市拱墅区拱宸街道温州路126号、杭州市第二人民医院院内。杭州在《马关条约》中被辟为通商口岸，清光绪二十二年（1896）6月设立杭州海关，近拱宸桥，为杭州最主要的征税机关，也是大运河货物进出的枢纽。杭州海关是近代海关（洋关），故俗称“洋关”。1949年后先后作为杭州农科所和合作医疗站，1954年后归杭州市第二人民医院。

## 建筑
旧址原大门朝西（位置在南楼西侧），内原由四栋建筑组成，包括A楼（税务司，今南楼或称9号楼），B楼（杭州海关办事处，今东楼或称10号楼），C楼（帮办人员住宅，今北楼或称20号楼）和D楼（码头检货厂，已拆除），A、B、C三楼呈品字形布局，均以灰红两色的清水砖砌筑（红色清水砖主要用于拱券及砖柱部分），立面采用殖民地外廊式，室内铺木地板（今已用水磨石替换）。其中A楼三层，中式重檐屋顶，屋脊端部微翘、出檐短浅，B、C楼两层，坡形屋顶。目前为医院办公用房和图书馆等。